# 録音
録音（ろくおん）または（音声の）レコーディング （recording) とは、後で再生することを目的として、音響（音。音声、音楽、生音（なまおと）など）を記録媒体に記録することである。

## 概説
現在までに実用されてきた録音方法を大別すると、機械録音、磁気録音、光学録音、デジタル録音を挙げることができる。
（そもそも音というのは空気の振動であり粗密波であるが）最初に挙げた機械録音は、音の振動を「カッター」と呼ばれる針の振動に変換し、円盤や管（パイプ）状の物体に溝を刻むことで記録し、再生は再生用の針をその溝の中を走らせることで行うものである。最初期の蝋管レコードでは空気の振動を薄い膜などを使い物理的な針の振動などに変換し、蝋（ろう）の管などに溝を掘って振動を記録し再生は針をその溝の中を走らせて膜を振動させて行うという素朴なものであり、後のレコードは電気的な方式も組み合わせてマイクロフォンで音を電気信号にして電磁気的にカッターを振動させて記録し、再生は再生用針の振動を電気信号に変換しそれをアンプで増幅しスピーカーを振動させるものとなった。
磁気録音の代表格の磁気テープ録音は、音響をマイクロフォンなどで振動電流（振動するように変化する電流）へと変換し、これを磁気ヘッドのコイルに流して、ヘッドの「ギャップ」と呼ばれる部分に磁気的変化を発生させ、このギャップに磁気テープを接触させつつ磁気テープを動かし続けることで、テープ上に残留磁化の変化として音響が連続的に記録される。再生は、再生ヘッドを磁気テープを接触させつつ移動させると、テープに記録されていた残留磁化がヘッドの磁力線を変化させてコイルに微小な振動電流が発生するので、これを増幅し音響信号にするものである。
光学録音というのは、現在ではやや曖昧な用語だが、もともとはトーキー映画などで使われたものであり、音を映画フィルムの脇の音響記録用の帯の透明部分と黒色の割合の変化として焼き付けてアナログ方式で表現したものである。
なお「光学録音」は、現在では指す範囲がやや曖昧で、レーザー光を使いデジタル方式で音響を記録すること、たとえば光学ディスク(コンパクトディスク、DVDなど）を使い録音することも含む場合がある（ただし、後者を現在では、次に説明する「デジタル録音」の一種と分類する方法もある。）
デジタル録音（デジタルレコーディング）は、アナログの音響信号を、デジタルシグナルプロセッサなどを用いてデジタル方式の信号に変換して、そのデジタル信号をさまざまなメディア（光ディスク、ハードディスク、メモリーカードなど）に記録する方式である。再生は、やはりデジタルシグナルプロセッサを使い、まずデジタル信号をアナログの波形へと変換してからアンプやスピーカーへと伝える。

途中録音開始を「パンチ・イン（Punch In)」、途中録音終了を「パンチ・アウト（Punch Out)」と呼ぶ（「たった1人のフルバンド　YMOとシンセサイザーの秘密」松武秀樹、勁文社、1981年、p219）。

## 歴史
録音以前
まず録音が行われていなかった時代にどのようなことが行われていたことを説明すると、太古の昔、神話や民話といったお話は、親から子へ、祖父母から孫へと語り継がれたり、語り部によって語り継がれ、いわゆる口伝によって継承されて残され続けたのであり、文字としては記録されなかった。歌や音楽の演奏も、もともとは耳で聴いて真似たり見様見真似することで伝承された。（それらはもちろん録音はされていなかった）
紀元前2000年ころのシュメールで、音符の一種が初めて使われるようになったとされる。
録音の黎明期
1857年にはフランスのエドゥアール・レオン・スコット・ドゥ・マルタンヴィル（fr:Édouard-Léon Scott de Martinville）によりフォノトグラフと呼ばれる装置が発明されたが、フォノトグラフは音声を波形図に変換する地震計のような装置で、当時は音声を再生することは出来なかった。（なお、2008年に米国の科学者チームがこのフォノトグラフで記録された図形をコンピュータ解析し、1860年に記録されたフランス民謡「月の光に」の音響の再生に成功したと主張している（フォノトグラフ参照）。）
1877年（次に説明するエジソンの録音装置発表の約4ヶ月ほど前に）、フランス人シャルル・クロスが、円盤を使った録音装置に関する論文を発表。（ただし実際に利用できる実物を完成させたのはエジソンのほうが先であったため、次に説明するように「録音装置の発明はエジソン」と広くいわれるようになっている。）
録音の歴史が実際に始まったのは、一般的には1877年7月18日にトーマス・エジソンが蝋管式の録音機(蝋管レコード）を発明し、同年12月に実際に録音再生に成功したことによる、とされている。エジソンは「声を何かに吹き込んでおいて後で喋らす事は出来ないか？」と発想しこれを発明したとされる。この装置による最古の録音はエジソン自身が吹き込んだ「メリーさんの羊」の歌詞の朗読である。（自伝では『「メリーさんの羊」を歌った』となっているが、間違い）。
1889年、ブラームスはエジソンの依頼により、自曲『ハンガリー舞曲第一番』とヨーゼフ・シュトラウスのポルカ・マズルカ『とんぼ』を自らピアノ演奏して録音した。これが史上初のレコーディングとされている。
また、1927年にはそれまで無声映画であった映画に音声を記録するトーキーが発明された。これは映像を記録するフィルムの余白部分に音声信号を光学的に記録したものである。
その後、1世紀近くはアナログレコードの天下が続いた。簡易的な録音はアセテート盤によって行われていた。この録音技術はレゲエでは長く使われダブ・プレートと呼ばれている。
1938年にはドイツで磁気テープが開発され、1963年にはオランダフィリップス社が磁気テープをカートリッジ化したコンパクトカセットを発表し、一般用途ではこれが広く利用されるようになってゆき、コンパクトカセット方式のテープレコーダーが世界で普及し、1970年代にはコンパクトカセット方式のラジカセが世界で普及した。ただし当時の磁気テープ素材は伸びやすく、繰り返しの録音・再生で劣化しやすかったので、繰り返しの再生が求められる用途ではレコードが優位とされていた。
この磁気テープとレコードが録音の2大メディア、という状況を激変させたのはフィリップス社とソニーが共同開発し1979年に発表したコンパクトディスク（CD）である。傷や埃で雑音が発生し繰り返し使えば磨耗してしまう欠点をもつレコードは、ソニーが早々とアナログレコードの生産を打ち切ったことも相まって、10年と経たぬうちにCDにその地位を奪われた（とはいえディスクジョッキーやオーディオマニアといったアナログレコードの支持層がいるため、レコード盤・プレーヤー・レコード針の生産は現在でも細々と続いている）。磁気テープのほうは「誰でも気軽に録音・再生できる」という長所を備えていたので、コンパクトディスク普及後も使われ続けた（その結果、CDラジカセが世の中で普及した）。
1992年に気軽に録音・再生が可能なミニディスク（MD）が発表され、当初はこれが磁気テープの座を奪うのではないか？との予測も一部に見られたが実際には、（MDのランダムアクセス性だけは高く評価されたものの）音質がコンパクトディスクに比べて低いことが災いし、開発元であるソニーのある日本国内ですらコンパクトカセットを抜くことができず、日本国外では一層受け入れてもらえず、普及がもたついているうちにICレコーダーやデジタルオーディオプレーヤー（の録音機能）などディスク不要の方式（メモリーカード方式など）の録音機器が台頭してしまったので、MDは中途半端な普及が災いして人々から見限られる状態になり、民生機・業務機器とも2010年代までに製造が終了した（MDレコーダー#歴史も参照）。同時代にアナログ磁気テープに取って代わろうとしたものとしては、MD以外にデジタルオーディオテープ（DAT・1987年規格制定）もあったが、音質面でプロユース（専門家による利用）に支持されたものの、逆にその性能の高さが音楽著作権団体に問題視され、民生用モデルでは録音機能に制限が加えられたり（SCMS）するなどの混乱や利用者にとっての不便さも発生、同規格に似たデジタルコンパクトカセット（DCC）共々今ひとつ普及せずに2000年代に姿を消していった。
（なお1989年にソニーがハンディカムを発表して以降、一般家庭でもカムコーダが普及し、音だけを記録する録音ではなく、むしろムービーを記録することが一般的となっていった。）
1995年にMicrosoft Windows 95が発表され一般人に普及したことや、1994年から1990年代後半ころにかけてデータ圧縮形式のひとつであるmp3のために「.mp3」という拡張子が定められたりmp3ファイルをコンピュータ上（や小型電子装置上）でリアルタイムに演奏するためのソフトウェア（ソースコード）も無料で一般公開されたことで、数多くの小さな会社がmp3プレーヤーの製造・販売を低価格で行うようになり、1990年代末頃から200X年にかけて、ウォークマンなどのコンパクトカセット・プレーヤーからmp3プレーヤーへの置き換えが急激に進行し、さらにMP3プレーヤーなどのデジタル式ポータブルプレーヤーで録音機能（および小型マイク）を搭載する機種が増え、これが一般人の間ではICレコーダーと並んで、録音装置として使われるようになっていった。
2000年代に入ってからは、リニアPCMレコーダーの利用も一部で行われている。（なおMDのほうは200X年ころまではディスクが小売店で販売され一応入手できていたが、その後は入手困難になり、消えていった。）
1990年代から普及していたICレコーダーは、2010年代以降はICレコーダーの小型化・大記憶量化が一段と進み、またパソコンとの連携性も良好なので、会議や公演、放送メディア記者の取材といった長時間の録音用途を中心に利用される傾向が見られる。
2010年代にスマートフォンが先進諸国で急速に普及し（たとえば日本でも、2019年に保有者の割合が83.4％に到達）、その結果、一般人の気軽な録音では、人々が常時携帯しているスマートフォンの録音アプリが録音に使われることが一般化した。ただし会議・公演・取材などの用途では、スマートフォンでは突然着信し着信音が会場で鳴り響いてしまい甚だしく迷惑をかけてしまったり（その対策でスマホでの録音が主催者側から禁止されていることも多く）、またスマホは電池消耗が激しく長時間録音ではバッテリーが途中で切れてしまったりするなどのトラブルが起きがちなので、録再専用機であるICレコーダーが今も重用されている。

## 録音技術
音楽録音においては、素材となる音をマルチトラックレコーダーに録音することである。CD制作の工程において、一番重要となる作業であり、一番制作費のかかる作業である。録音を技術的側面から見ると、音響工学に加え、それらを記録する機器の機械工学・電気工学的な正確な動作が求められる。
近年ではデジタル信号化を行った上での録音が主流でもあるため、加えて電子工学分野での技術もふんだんに取り込まれると共に、記録情報の管理に情報工学技術が活用されるようになっている。
加えてミキシングや編集に至っては、いまだ職人芸（一種の才能や芸術性が求められる）であるため、専門の技術者を擁する必要性から、必然的に制作費が掛かる傾向にある。

## 録音の種類
- アコースティック録音 - 音楽・音響の録音において、機械的振動のままレコード原盤に刻み込む方式。
- 電気録音 - 楽器や歌手の演奏をマイクロフォンやピックアップなどにより電気信号に変換した上でハードディスクや磁気テープなど媒体に記録する方式。
- 光学録音 - 映画のフィルムに電気信号を光学的なパターンに変換して記録する方式。
- ハードディスク録音 - 電気録音の一例で、録音媒体として計算機のハードディスクを使うものをいう。アナログ音声信号をADCでデジタル化し、パーソナルコンピュータや単体MTR等に設置されているハードディスク装置にデータとして記録する。編集機能とミキシング・コンソールを一体化したシステムはデジタルオーディオワークステーション(DAW)と呼ばれる。
- バイノーラル録音

## マスタリングとの違い
レコーディングは、ヴォーカルやギターなどの素材となる音をひとつずつ録音し、各々に対してエフェクトやEQ（イコライジング）などの加工を行ったあと、すべての音をミキシングするまでの作業である。それに対し、マスタリングは、すでに出来上がった音源に対する最終的な音量調整や音質調整、フェードイン・フェードアウト処理、曲順決定をして、CDカッティング用のマスターテープをつくる作業であり、レコーディングとマスタリングは、同じようだがまるで違うものである。そのため、レコーディングとマスタリングには専用のスタジオが使用され、同じ場所で行われることはまずないと言える。
※　正確にはこの工程はプリマスタリングであり、本来のマスタリングではない。詳細はマスタリングの項を参照。

## 録音関連機器
- ボイスレコーダー
- マルチトラックレコーダー
- マイクロフォン
- ミキシング・コンソール
- エフェクター

## 特殊な用途
- アボリジニは、話者数が少ない多数の言語を持っている。しかしその部族には迫害や疫病で絶滅したものも多く、各々の部族に固有であった言語文化の解明は困難である。しかし一部部族では当時の民俗学者が現地で録音した記録も残っており、これが言語形態や文化形態の解明に役立っているという。インディアンなどでも古い音声が録音で残っている場合もあり、文字文化をもたなかった民族の、歴史資料的な価値が見出されている。

- コックピットボイスレコーダーのような装置は、従来は関係者死亡のため原因究明が困難とされた航空事故で、航空機内や通信内容の音声を記録した貴重な証拠として利用されている。これによって事故原因が究明される事例も多く、後の航空機の安全性向上に大きな役割を果たしている。